# Shivpuri
Shivpuri é uma cidade e um município no distrito de Shivpuri, no estado indiano de Madhya Pradesh.

## Geografia
Shivpuri está localizada a 25° 26′ N, 77° 39′ L. Tem uma altitude média de 468 metros (1 535 pés).

## Demografia
Segundo o censo de 2001, Shivpuri tinha uma população de 146 859 habitantes. Os indivíduos do sexo masculino constituem 53% da população e os do sexo feminino 47%. Shivpuri tem uma taxa de literacia de 66%, superior à média nacional de 59,5%: a literacia no sexo masculino é de 74% e no sexo feminino é de 57%. Em Shivpuri, 15% da população está abaixo dos 6 anos de idade.